# Козакевич Олександр Володимирович
Олександр Володимирович Козакевич (нар. 9 серпня 1975, Одеса, УРСР) — український футболіст, нападник.

## Клубна кар'єра
Вихованець футбольної школи одеського «Чорноморця». У 1992 році розпочав кар'єру в складі другої команди «моряків». У сезоні 1994/95 років виступав за фарм-клуб «моряків» СК «Одеса», а вже 17 серпня 1995 року дебютував у складі одеського «Чорноморця». На початку 1999 року став гравцем житомирського «Полісся».
Влітку 2000 року перейшов до олександрійської «Поліграфтехніки». Дебютував у складі олександрійської команди 28 липня 2000 року в переможному (2:1) виїзному поєдинку 2-го туру першої ліги проти дніпропетровського «Дніпра-2». Олександр вийшов на поле в стартовому складі, а на 46-й хвилині його замінив Володимир Мельниченко.  Під час свого першого приходу до «Поліграфтехніки» зіграв 9 матчів у першій лізі та 1 поєдинок у кубку України.
У липні 2001 року зіграв 3 матчі в складі кіровоградської «Зірки», після чого повернувся до «Поліграфтехніки», яка наступного сезону змінила назву на ФК «Олександрія». Дебютним голом у футболці олександрійців відзначився 4 жовтня 2001 року на 49-й хвилині переможного (4:1) домашнього поєдинку 1/16 фіналу кубку України проти одеського «Чорноморця». Козакевич вийшов на поле на 46-й хвилині, замінивши Юрія Данченка. Цей поєдинок став першим для Олександра після його повернення в Олександрію. Того сезону в чемпіонаті України Козакевич голами не відзначався, але в 4-ох поєдинках олександрійців у кубку України зумів тричі засмутити воротарів команд-суперниць. Перший, після свого повернення, матч за олександрійців вже у Вищій лізі зіграв 10 жовтня 2001 року в рамках 13-го туру проти харківського «Металіста». Олександр вийшов на поле на 73-й хвилині, замінивши Сергія Чуйченка, але не зміг допомогти уникнути «поліграфам» поразки (0:1). Під час своєї «другої каденції» в Олександрії в чемпіонатах України зіграв 19 матчів та відзначився 6-ма голами.
У сезоні 2003/04 років захищав кольори вінницької «Ниви», після чого знову повернувся до ПФК «Олександрії». Перший (виїзний) матч після свого повернення до Олександрії зіграв 24 липня 2004 року в рамках 1-го туру групи «Б» другої ліги проти «Кримтеплиці» (0:0), Козакевич вийшов у стартовому складі, а на 88-й хвилині його замінив Артем Савін. Третій прихід Олександра в Олександрії також не можна вважати досить вдалим, оскільки нападник не відзначився жодним голом за олександрійців протягом сезону. Тим не менше він зіграв 10 матчів у чемпіонаті України та 1 поєдинок у кубку України.
У 2005 році виступав в овідіопольському «Дністрі», після чого завершив кар'єру професіонального футболіста. Протягом наступних 2 років виступав в аматорських клубах «Сонячна Долина» (Одеса), ФК «Беляєвка», «Юнга-Дністер» та «Торпедо» (Одеса).

## Досягнення
- Вища ліга України
  -  Срібний призер (1): 1996

- Перша ліга України
  -  Бронзовий призер (1): 2001